# Provincia Tekirdağ
Provincia Tekirdağ este o provincie a Turciei cu o suprafață de  km², localizată în partea de nord-vest a Turciei.